# Xenoencyrtus rubricatus
Xenoencyrtus rubricatus är en stekelart som beskrevs av Edgar F. Riek 1962. Xenoencyrtus rubricatus ingår i släktet Xenoencyrtus och familjen sköldlussteklar. Inga underarter finns listade i Catalogue of Life.